# Rhytiphora albolateraloides
Rhytiphora albolateraloides là một loài bọ cánh cứng trong họ Cerambycidae.